# غافين غرانت
غافين غرانت (بالإنجليزية: Gavin Grant)‏ (27 مارس 1984 بلندن في المملكة المتحدة - ) هو لاعب كرة قدم بريطاني في مركز جناح ‏. لعب مع برادفورد سيتي وستيفيناغ بوروه ونادي غيلينغهام ونادي ميلوول وويكمب وندررز وTooting & Mitcham United F.C. ‏ وغرايز أتلاتيك ‏.

## وصلات خارجية
- غافين غرانت على موقع قاعدة بيانات كرة القدم.إي يو (الإنجليزية)
- غافين غرانت على موقع Soccerbase.com (لاعب) (الإنجليزية)